# Ormetica codasi
Ormetica codasi là một loài bướm đêm thuộc phân họ Arctiinae, họ Erebidae.